# 高雄關帝廟
22°37′51″N 120°19′54″E / 22.630851°N 120.331697°E
高雄關帝廟，舊名五塊厝武廟，是位於臺灣高雄市苓雅區次分區五塊厝的關帝廟。

## 歷史沿革
此廟原名「關帝廳」，依光緒二十年（1894年）纂輯的《鳳山縣采訪冊》載創建年代不可考。廟方重修磚契記載：「武夷王盤古地基一所，坐落大竹里，東至甲乙木，南至……元世祖三十年癸巳四月重修」。但大竹里是清治時期才設立的行政區劃，因此元朝時重修被認為不可靠。
咸豐九年（1859年）由曾元福修繕，有其奉獻的石香爐、和重修武廟碑記。同治三年（1864年）曾元福再次修建，親撰三副柱聯。光緒十七年（1891年），舉人盧德祥重修。
昭和十五年（1940年），日本政府以「農事實行組合」名義強徵廟產，戰後由地方仕紳二十二人爭回，改名「五塊厝武廟」。曾由佛教僧侶管理寺廟。1967年11月由高雄人朱加榮任主持時，有扶鸞信仰活動。
1972年春，信徒大會中提案通過組織重建委員會，由吳憨邀唐榮鐵工廠總經理唐傳宗擔任重建主委，總幹事黃朝意籌資募款，獲許浩然、蕭百宗、潘孝銳等仕紳、地方企業捐款。1974年端午節鳩工重建，耗資三千餘萬。歷四年半完竣。
重修時，原先清朝的六根廟柱拆除，作為廣場前茄苳樹的樹屋之用。1980年重建完竣羅天大醮，何應欽賜「高雄關帝廟」匾額，遂以為廟名。約1990年，設月老亭。2002年，設財神殿。

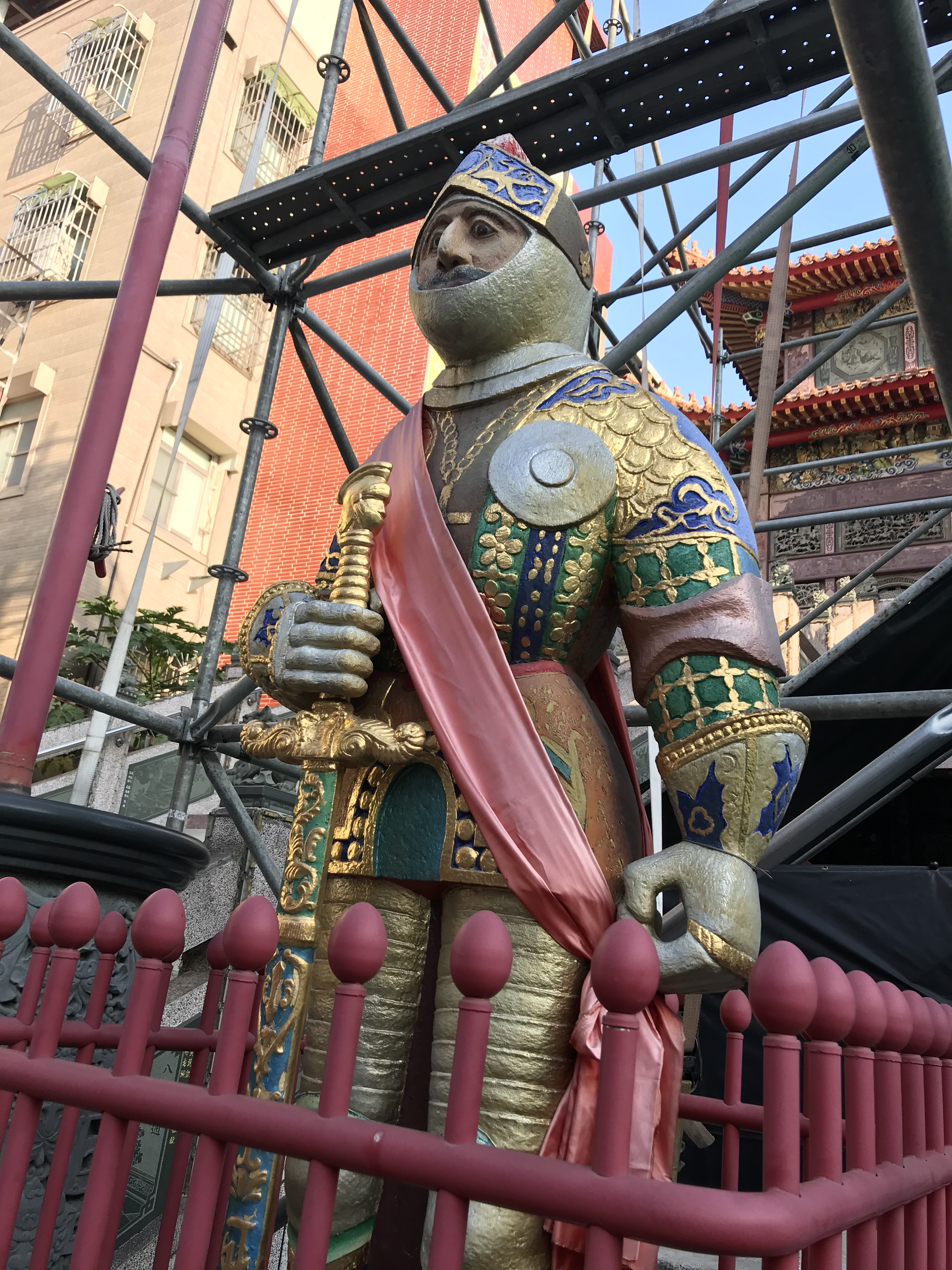
羅馬武士石像

今址為苓雅區正大里武廟路52號。

## 祭祀活動
正殿後排中供奉關聖帝君坐像高達18尺，左右陪祀的關平太子、周倉將軍立姿同高18尺；中排同樣供奉關聖帝君、關平、周倉；前排同祀文昌帝君、倉頡先師、魁斗星君。
除祭祀武財神關公外，一樓財神殿供奉五路財神和福祿壽三吉神，以正月初五舉行迎財神、農曆三月十五日為財神聖誕。
廟主委唐傳宗為吸引香客，吩咐彫刻師傅著羅馬武士塑膠玩具刻出兩尊石像，擺於廟前作門衛。1979年，何應欽首次參觀時，乍見它們也不禁發出疑問與驚奇。

## 外部連結
- 官方网站